# Ariadna Gil i Giner
Ariadna Gil i Giner (Barcelona, 23 de gener de 1969) és una actriu de teatre, cinema i televisió catalana.
Va començar la seva carrera el 1986 amb la pel·lícula de Bigas Luna Lola. Després de quatre pel·lícules en català, va protagonitzar Amo tu cama rica, d'Emilio Martínez Lázaro, el 1991. Del 1993 al 2007, ha fet més de 31 pel·lícules, com ara Libertarias (de Vicente Aranda), El laberinto del fauno (de Guillermo del Toro) o Soldados de Salamina (del seu excompany sentimental David Trueba).
També ha aparegut a les sèries de televisió Crónicas del mal (1992), Arnau (1994), i Estació d'enllaç (1995).

## Família
Ariadna Gil és filla de l'advocat August Gil Matamala i d'Isabel Giner de San Julián. Actual parella de l'actor Viggo Mortensen, amb qui va coincidir al rodatge d'Alatriste, va estar casada amb el director David Trueba, amb qui va tenir dos fills, i, per tant, va ser cunyada de Fernando Trueba, tia de Jonás Trueba i concunyada de Cristina Huete.
És neboda de Salvador Giner.

## Filmografia

### Cinema
| Any  | Pel·lícula                               | Director                 |
| ---- | ---------------------------------------- | ------------------------ |
| 1986 | Lola                                     | Bigas Luna               |
| 1988 | El complot dels anells                   | Francesc Bellmunt        |
| 1990 | Capità Escalaborns                       | Carles Benpar            |
| 1990 | Un submarí a les estovalles              | Ignasi P. Ferré          |
| 1991 | Amo tu cama rica                         | Emilio Martínez Lázaro   |
| 1991 | Barcelona, lament                        | Oscar Aibar              |
| 1992 | El columpio                              | Álvaro Fernández Armero  |
| 1992 | Mal de amores                            | Carles Balagué           |
| 1994 | Los peores años de nuestra vida          | Emilio Martínez Lázaro   |
| 1994 | Mécaniques célestes                      | Fina Torres              |
| 1994 | Todo es mentira                          | Álvaro Fernández Armero  |
| 1994 | Belle Époque                             | Fernando Trueba          |
| 1995 | Antártida                                | Manuel Huerga            |
| 1995 | Atolladero                               | Óscar Aibar              |
| 1996 | Libertarias                              | Vicente Aranda           |
| 1996 | Malena es un nombre de Tango             | Gerardo Diego            |
| 1996 | Tranvía a la Malvarrosa                  | José Luis García Sánchez |
| 1996 | Pasiones rotas                           | Nick Hamm                |
| 1999 | Don Juan                                 | Jacques Weber            |
| 1999 | Lágrimas negras                          | Ricardo Franco           |
| 2000 | Obra maestra                             | David Trueba             |
| 2000 | Segunda piel                             | Gerardo Vera             |
| 2001 | Jet Set                                  | Fabien Onteniente        |
| 2001 | El lado oscuro del corazón 2             | Eliseo Subiela           |
| 2001 | Torrente 2: Misión en Marbella           | Santiago Segura          |
| 2001 | Nueces para el amor                      | Alberto Lecchi           |
| 2002 | Bear's Kiss                              | Serguei Bodrov           |
| 2002 | El embrujo de Shanghai                   | Fernando Trueba          |
| 2002 | La virgen de la lujuria                  | Arturo Ripstein          |
| 2003 | Soldados de Salamina                     | David Trueba             |
| 2005 | Ausentes                                 | Daniel Calparsoro        |
| 2005 | Hormigas en la boca                      | Mariano Barroso          |
| 2006 | Alatriste                                | Agustín Díaz Yanes       |
| 2007 | El laberinto del fauno                   | Guillermo del Toro       |
| 2007 | Una estrella y dos cafés                 | Alberto Lecchi           |
| 2007 | Bienvenido a casa                        | David Trueba             |
| 2008 | Sólo quiero caminar                      | Agustín Díaz Yanes       |
| 2008 | Apaloosa                                 | Ed Harris                |
| 2009 | El baile de la Victoria                  | Fernando Trueba          |
| 2011 | Værelse 304                              | Birgitte Stærmose        |
| 2012 | The Boy Who Smells Like Fish             | Analeine Cal y Mayor     |
| 2013 | Sola contigo                             | Alberto Lecchi           |
| 2013 | Vivir es fácil con los ojos cerrados     | David Trueba             |
| 2014 | Murieron por encima de sus posibilidades | Isaki Lacuesta           |
| 2017 | L'altra frontera                         | André Cruz Shiraiwa      |
| 2017 | Zona hostil                              | Adolfo Martínez Pérez    |
| 2021 | Parking                                  | Tudor Giurgiu            |
| 2021 | Solo una vez                             | Guillermo Ríos Bordón    |
| 2022 | La casa entre los cactus                 | Carlota González-Adrio   |
| 2022 | Black is Beltza II: Ainhoa               | Fermin Muguruza          |

### Teatre
- La gavina (1997)[9]
- Salvats (1998)[10]
- Un tranvía llamado deseo (2010)
- Viejos tiempos (2012)
- Los hijos de Kennedy (2013)
- Amor & Shakespeare (2015)[11]
- Vania (escenas de la vida) (2017)
- Jane Eyre. Una autobiografía (2018)
- El dolor (2019)[12]
- Encara hi ha algú al bosc (2021)[13]
- Anna Karènina (2024)

### Televisió
| Any       | Sèrie                 |
| --------- | --------------------- |
| 1992      | Revolver              |
| 1993      | Crónicas del mal      |
| 1994      | Arnau                 |
| 1995      | Estació d'enllaç      |
| 2003      | Les parents terribles |
| 2008      | Elles et moi          |
| 2011-2012 | Marco                 |
| 2014      | Cuéntame cómo pasó    |
| 2018-2020 | Aquí en la Tierra     |

## Premis
- 1992: Ondas a la millor actriu, Amo tu cama rica
- 1992: Premi del Festival de Peníscola a la millor actriu, Amo tu cama rica
- 1993: Goya a la millor actriu, Belle Époque[14]
- 1993: Fotogramas de Plata, Belle Époque